# Iomys horsfieldii
Iomys horsfieldii es una especie de roedor de la familia Sciuridae.

## Distribución geográfica
Se encuentran en Indonesia, y Malasia. 